# Anisogomphus bivittatus
Anisogomphus bivittatus е вид водно конче от семейство Gomphidae. Видът е незастрашен от изчезване.

## Разпространение
Разпространен е в Индия (Асам, Дарджилинг, Сиким и Утаракханд) и Непал.